# Белоус, Владимир Никитович
Владимир Никитович Белоус (14 июня 1916, Харьков — 20 февраля 1977, Одесса) — майор Советской Армии, участник Великой Отечественной войны, Герой Советского Союза (1945).

## Биография
Владимир Белоус родился 14 июня 1916 года в Харькове в рабочей семье.
После окончания семи классов средней школы и Хорольского техникума механизации сельского хозяйства работал заведующим мастерской в Печенской машинно-тракторной станции Чугуевского района Харьковской области.
В 1937—1940 годах проходил службу в Рабоче-крестьянской Красной Армии, был командиром орудия в отдельной мотострелковой дивизии войск НКВД СССР в Москве. 1 июля 1941 года был повторно призван на службу в армию. До августа 1941 года участвовал в боях, оборонял Днепропетровск. В январе 1942 года он окончил Днепропетровское артиллерийское училище в Томске, до декабря 1942 года служил в нём командиром взвода, затем до ноября 1943 года был заместителем командира батареи в Военно-политическом училище имени Фрунзе в городе Горький (ныне — Нижний Новгород).
С ноября 1943 года — вновь на фронтах Великой Отечественной войны. Участвовал в боях на 1-м Украинском и 1-м Белорусском фронтах, был командиром артиллерийской батареи. В годы войны четыре раза был ранен. Участвовал в Житомирско-Бердичевской, Ровно-Луцкой операциях, боях у города Дубно, на Пулавском плацдарме на Висле, Висло-Одерской операции, Берлинской операции. Отличился во время форсирования Вислы. К тому времени лейтенант Владимир Белоус командовал батареей 142-й пушечной артиллерийской бригады 33-й армии 1-го Белорусского фронта.
15 января 1945 года во время прорыва сильно укреплённой линии обороны немецких войск на Пулавском плацдарме на Висле в районе населённого пункта Яновец в 10 километрах к юго-западу от города Пулава Белоус корректировал огонь батареи. Во время отражения контратаки в районе деревни Бабин в 25 километрах к востоку от города Радом вызвал огонь на себя.
В 1945 году вступил в ВКП(б).
Указом Президиума Верховного Совета СССР от 24 марта 1945 года за «образцовое выполнение боевых заданий командования на фронте борьбы с немецко-фашистскими захватчиками и проявленные при этом мужество и героизм» лейтенант Владимир Белоус был удостоен высокого звания Героя Советского Союза с вручением ордена Ленина и медали «Золотая Звезда» за номером 5591.
После окончания войны продолжил службу в Советской Армии. В 1946 году окончил Курсы усовершенствования офицерского состава. До июля 1949 года служил командиром батареи 43-й гвардейской пушечной артиллерийской бригады в составе ГСВГ. Впоследствии служил в Прикарпатском военном округе, дослужился до начштаба артдивизиона 43-го гвардейского артполка 15-й гвардейской мотострелковой дивизии. В 1961 году в звании майора был уволен в запас.
Проживал в Одессе, работал на заводе имени Январского восстания. Умер в 1977 году, похоронен в Одессе на 2-м христианском кладбище.
Был также награждён орденами Красного Знамени, Отечественной войны 1-й степени, двумя орденами Красной Звезды, медалями «За боевые заслуги», «За освобождение Варшавы», «За взятие Берлина», «За Победу над Германией». В память о Белоусе на здании завода в Одессе, где он работал, установлена мемориальная доска.